# 中国航天博物馆
中国航天博物馆（曾名“中华航天博物馆”）是展示中国航天事业发展史及成就的专题博物馆。原址位于北京市丰台区南大红门路1号，中国运载火箭技术研究院院内，现已迁移。

## 历史
中华航天博物馆的前身是中国运载火箭技术研究院为了同国外开展军贸合作而兴建的培训操作演示中心，1990年5月开工奠基，后来改成展览用地，首办“中国运载火箭技术研究院建院35周年成就展”。1992年3月开始筹办，其间恰逢在北京召开国际和平空间年年会，中华人民共和国航空航天工业部领导遂决定将这一展览办成“中国航天科技展”，以向1992年国际和平空间年献礼。1992年10月11日，该馆以“中华航天博物馆”的名字开幕试展，当天张爱萍将军为新落成的预展馆剪彩，并题写了“不忘过去，飞翔太空”八个大字。开幕之后，随即按照中华航天博物馆的格局需求进一步调整完善，以“中华航天博物馆（预展馆）”之名正式对外展出。1993年8月30日，中国航天工业总公司正式批复成立“中华航天博物馆（预展馆）”，可以对外公开展出。
1993年8月3日，美国亚特兰大市市长杰克逊参观该馆后，题写了“亚特兰大最热情和良好的祝愿”。1993年8月7日，物理学家杨振宁参观该馆，题写了“我是搞物理的，过去对祖国的航天事业了解不多，参观后才体会到事业之规模，谨祝将来取得更大的胜利。”1995年10月6日，物理学家丁肇中等人参访该馆。2006年，中共中央总书记、中华人民共和国主席、中央军委主席胡锦涛、中央军委副主席曹刚川参观该馆。
票价:普通票：30元/人； 老年票：15元/人 ；学生票：15元/人

## 展览
中华航天博物馆的第一、二层是对外展区，展出内容有：
- 前言
- 古代展区：展出神火飞鸦、万户飞天、浑仪、火龙出水等等。
- 现代展区：展出长征系列运载火箭实物、模型、神舟四号返回舱实物、宇航服、火箭发动机实物、航天食品、神舟飞船搭载物、神舟六号飞船发射演示、卫星实物与模型。
- 未来展区：展出新一代运载火箭、探月工程等等。